# Филип Валенчич
Филип Валенчич (словен. Filip Valenčič, нар. 7 січня 1992, Любляна) — словенський футболіст, нападник фінського клубу «КуПС».

## Кар'єра

### Ранні роки
Починав займатися футболом у клубі «Єзеро Медводе». Пізніше потрапив до академії «Інтерблока». Дебютував за основну команду 28 листопада 2009 року в грі проти столичної «Олімпії». Перший гол забив 26 вересня 2020 року в матчі проти клубу «Шензура». Був основним гравцем команди і загалом провів 31 матч чемпіонату Словенії за «Інтерблок», у тому числі шість у вищому дивізіоні країни.
У червні 2011 року Валенчич перейшов до «Олімпії». Дебютував за клуб 30 червня 2011 року в Лізі Європи у матчі проти боснійського клубу « Широкі Брієг». Перший матч у Першій лізі за клуб зіграв 17 липня 2011 року в матчі проти «Цельє». Дебютним голом відзначився 30 жовтня 2011 року в матчі проти «Марибора». Двічі з клубом ставав срібним призером чемпіонату та двічі фіналістом Суперкубка Словенії. Всього за команду у 88 матчах вищого дивізіону Словенії забив 13 голів.

### «Монца» і «Ноттс Каунті»
У лютому 2015 року Филип перейшов до італійського клубу «Монца». Дебютував за клуб у Серії С 8 лютого 2015 року в матчі проти клубу « Реал Віченца». Першим голом відзначився 10 травня 2015 року в матчі проти « Про Патрії» (2:3), який став для нього єдиним за клуб.
У липні 2015 року перейшов до англійського клубу «Нотс Каунті». Дебютував за клуб 18 серпня 2018 року в Лізі 2 у матчі проти «Оксфорд Юнайтед». Перший свій гол за клуб забив 16 січня 2019 року в матчі проти «Кроулі Тауна», принісши своїй команді перемогу 1:0. Загалом за сезон словенець провів у англійській команді дев'ять матчів чемпіонату та забив один гол.

### Виступи у Фінляндії
В серпні 2016 року Филип підписав контракт із клубом «ПС Кемі» перед їх першим сезоном у Вейккауслізі, вищій лізі фінського футболу. Дебютував за клуб 6 серпня 2016 року в матчі проти команди «ПК-35» і швидко став основним гравцем команди. Перший гол забив 21 вересня 2016 року в грі проти «Лахті». Після вдалого завершення сезону «ПС Кемі» та Валенчич продовжили співпрацю на сезон 2017 року. Словенець грав чудово в сезоні 2017, тому його було обрано найкращим гравцем місяця в червні 2017 року.
Через фінансові труднощі «ПС Кемі» Валенчич у липні 2017 року перейшов до іншої місцевої команди, ГІК. Дебютував за новий клуб 13 липня 2017 року в рамках Ліги Європи в грі проти македонської «Шкендії». За клуб у чемпіонаті дебютував 16 липня 2017 року у матчі проти клубу «Ільвес». Свій дебютний гол за клуб забив 23 липня 2017 року у ворота свого колишнього клубу "ПС Кемі ". За підсумком сезону став переможцем Вейккаусліги. Також отримав нагороду найкращого гравця сезону у чемпіонаті, посів друге місце в списку бомбардирів чемпіонату і був гравцем, який зробив найбільше гольових передач протягом сезону.
У 2018 році Филип повторив своє досягнення і став дворазовим переможцем Вейккаусліги, однак цей сезон для гравця пройшов не так добре, як попередній, оскільки між ним і тренерським керівництвом спалахнув конфлікт. У результаті Валенчич вирішив покинути клуб ще до завершення сезону.

### «Стабек» та «Інтер» (Турку)
У серпні 2018 року перейшов до норвезького клубу «Стабек», з яким підписав контракт на 3 роки. Починав виступати у резервній команді, за яку дебютував 13 серпня 2019 проти клубу «Фрам», де відзначився забитим голом. За основну команду він дебютував 1 вересня 2018 року в матчі проти «Саннефіорда», де гравець відзначився результативною передачею .
В основній команді футболіст так закріпитись і не зміг., тому у лютому 2019 року словенець повернувся до Фінляндії, вирушивши в оренду в «Інтер» із міста Турку. Дебютував за клуб 16 лютого 2019 року в матчі проти «Лахті», де також відзначився дебютним голом за клуб. У наступному матчі проти ГІФКа відзначився дублем. Сезон 2019 у Фінляндії знову став успішним для Валенчича. Він отримував звання гравця місяця тричі — у квітні, травні  та липні 2019 року і в підсумку став найкращим бомбардиром чемпіонату, забивши 16 голів.  Його клуб «Інтер» до останнього боровся за чемпіонство, але програв останній матч сезону КуПСу, тому став лише другим.
Після закінчення оренди Филип покинув клуб, проте знову закріпитись у складі «Стабека» нападнику не вдалось, через що у вересні 2020 року він розірвав угоду з норвезьким клубом і вільним агентом повернувся у «Інтер».

### Повернення до ГІКа
У січні 2021 року Валенчич повернувся до ГІКа, де знову став основним гравцем команди, а також разом із клубом вдруге став чемпіоном Фінляндії.

### «Динамо» (Мінськ)
У березні 2022 року перейшов до білоруського клубу «Динамо» з Мінська. Дебютував за клуб 6 березня 2022 року в Кубку Білорусії проти «Гомеля». У Вищій Лізі за клуб дебютував 18 березня 2022 року в матчі проти «Мінська», де також відзначився результативною передачею. У червні 2022 року залишив клуб за сімейними обставинами, розірвавши контракт за згодою сторін.

### КуПС
У червні 2022 року перейшов у фінський клуб КуПС. Перший свій матч зіграв у другій команді клубу в третьому дивізіоні фінського футболу 13 липня 2022 в матчі проти клубу «Їппо». За основну команду дебютував 21 липня 2022 року в матчі другого кваліфікаційного раунду Ліги конференцій УЄФА проти молдавського клубу «Мілсамі», вийшовши на заміну у другому таймі. У Вейккауслізі перший матч за клуб зіграв 24 липня 2022 проти клубу ГІФК, вийшовши в стартовому складі і відігравши 70 хвилин.

## Кар'єра у збірній
Виступав у юнацьких та молодіжних збірних Словенії.
У 2019 році повідомлялося, що він розглядає можливість прийняти фінське громадянство, щоб представляти Фінляндію на міжнародній арені.

## Титули і досягнення
- Чемпіон Фінляндії (2):

ГІК: 2017, 2021